# Epichorista aethocoma
Epichorista aethocoma es una especie de polilla del género Epichorista, categorizada en la tribu Archipini, de la subfamilia Tortricinae.

## Distribución
Se distribuye por África: en Angola, en la ciudad y comuna de Dongo, municipalidad de Jamba, Huíla.

## Taxonomía
Fue descrita por Edward Meyrick en 1923.
Tratamiento taxonómico
La especie aparece registrada y publicada en Bulletin du Muséum National d'Histoire Naturelle 1923: 563.